# 阿達馬瓦
阿達馬瓦是一成立於1806年的世襲酋長國，範圍約為非洲奈及利亞貢戈拉州與喀麥隆部分地區。該穆斯林酋長國為來自亞洲阿拉伯的富拉尼人所成立。1809年，該國曾發動穆斯林護教戰爭。1904年，該酋長國遭英屬奈及利亞併吞部分領土，旋即於1914年－1916年成為英德兩國戰場。1926年，該酋長國成為奈及利亞阿達瓦省。

奈及利亞諸省之一的阿達馬瓦省

今阿達馬瓦省仍為奈及利亞領土，領土為82325平方公里的阿達馬瓦是該國第三大省。主要居民仍為富拉尼人。